# Eleições europeias de 2014 em Odivelas

## Resultados Oficiais
| Partido                 | Partido                               | Votos   | %               | +/-   |
| ----------------------- | ------------------------------------- | ------- | --------------- | ----- |
|                         | Partido Socialista                    | 15 297  | 33,62 / 100,00  | 4,91  |
|                         | Aliança Portugal                      | 9 159   | 20,13 / 100,00  | 10,82 |
|                         | Coligação Democrática Unitária        | 7 252   | 15,94 / 100,00  | 2,19  |
|                         | Partido da Terra                      | 3 115   | 6,85 / 100,00   | 6,10  |
|                         | Bloco de Esquerda                     | 2 558   | 5,62 / 100,00   | 7,35  |
|                         | LIVRE                                 | 1 244   | 2,73 / 100,00   | Novo  |
|                         | Partido pelos Animais e pela Natureza | 1 135   | 2,49 / 100,00   | Novo  |
|                         | PCTP/MRPP                             | 907     | 1,99 / 100,00   | 0,70  |
|                         | Outros                                | 1 590   | 3,50 / 100,00   |       |
| Votos Inválidos         | Votos Inválidos                       | 3 243   | 7,13 / 100,00   | 0,07  |
| Total                   | Total                                 | 45 500  | 100,00 / 100,00 |       |
| Eleitorado/Participação | Eleitorado/Participação               | 122 967 | 37,00 / 100,00  | 3,36  |

## Resultados por Freguesia
Os resultados seguintes referem-se aos partidos que obtiveram mais de 1,00% dos votos:
| Partido                              | %     | %     | %     | %    | %    | %    | %    | %    | Votantes |
| Partido                              | PS    | AP    | CDU   | MPT  | BE   | L    | PAN  | PCTP | Votantes |
| ------------------------------------ | ----- | ----- | ----- | ---- | ---- | ---- | ---- | ---- | -------- |
| Odivelas                             | 32,78 | 20,97 | 15,34 | 6,91 | 5,86 | 3,06 | 2,71 | 1,63 | 18 591   |
| Pontinha e Famões                    | 36,38 | 18,11 | 15,92 | 6,75 | 5,39 | 2,34 | 2,11 | 2,32 | 10 840   |
| Póvoa de Santo Adrião e Olival Basto | 35,87 | 20,76 | 16,28 | 5,96 | 5,39 | 2,05 | 1,94 | 1,89 | 6 089    |
| Ramada e Caneças                     | 30,81 | 20,37 | 16,87 | 7,36 | 5,58 | 2,98 | 2,85 | 2,38 | 9 980    |
| Odivelas                             | 33,62 | 20,13 | 15,94 | 6,85 | 5,62 | 2,73 | 2,49 | 1,99 | 45 500   |

#### Odivelas
| Partido                 | Partido                               | Votos  | %               | +/-   |
| ----------------------- | ------------------------------------- | ------ | --------------- | ----- |
|                         | Partido Socialista                    | 6 094  | 32,78 / 100,00  | 4,09  |
|                         | Aliança Portugal                      | 3 899  | 20,97 / 100,00  | 11,36 |
|                         | Coligação Democrática Unitária        | 2 851  | 15,34 / 100,00  | 2,76  |
|                         | Partido da Terra                      | 1 285  | 6,91 / 100,00   | 6,18  |
|                         | Bloco de Esquerda                     | 1 089  | 5,86 / 100,00   | 7,39  |
|                         | LIVRE                                 | 568    | 3,06 / 100,00   | Novo  |
|                         | Partido pelos Animais e pela Natureza | 504    | 2,71 / 100,00   | Novo  |
|                         | PCTP/MRPP                             | 303    | 1,63 / 100,00   | 0,58  |
|                         | Outros                                | 627    | 3,38 / 100,00   |       |
| Votos Inválidos         | Votos Inválidos                       | 1 371  | 7,37 / 100,00   | 0,23  |
| Total                   | Total                                 | 18 591 | 100,00 / 100,00 |       |
| Eleitorado/Participação | Eleitorado/Participação               | 51 232 | 36,29 / 100,00  | 3,55  |

#### Pontinha e Famões
| Partido                 | Partido                               | Votos  | %               |
| ----------------------- | ------------------------------------- | ------ | --------------- |
|                         | Partido Socialista                    | 3 944  | 36,38 / 100,00  |
|                         | Aliança Portugal                      | 1 963  | 18,11 / 100,00  |
|                         | Coligação Democrática Unitária        | 1 726  | 15,92 / 100,00  |
|                         | Partido da Terra                      | 732    | 6,75 / 100,00   |
|                         | Bloco de Esquerda                     | 584    | 5,39 / 100,00   |
|                         | LIVRE                                 | 254    | 2,34 / 100,00   |
|                         | PCTP/MRPP                             | 251    | 2,32 / 100,00   |
|                         | Partido pelos Animais e pela Natureza | 229    | 2,11 / 100,00   |
|                         | Outros                                | 399    | 3,69 / 100,00   |
| Votos Inválidos         | Votos Inválidos                       | 758    | 6,99 / 100,00   |
| Total                   | Total                                 | 10 840 | 100,00 / 100,00 |
| Eleitorado/Participação | Eleitorado/Participação               | 29 075 | 37,28 / 100,00  |

#### Póvoa de Santo Adrião e Olival Basto
| Partido                 | Partido                               | Votos  | %               |
| ----------------------- | ------------------------------------- | ------ | --------------- |
|                         | Partido Socialista                    | 2 184  | 35,87 / 100,00  |
|                         | Aliança Portugal                      | 1 264  | 20,76 / 100,00  |
|                         | Coligação Democrática Unitária        | 991    | 16,28 / 100,00  |
|                         | Partido da Terra                      | 363    | 5,96 / 100,00   |
|                         | Bloco de Esquerda                     | 328    | 5,39 / 100,00   |
|                         | LIVRE                                 | 125    | 2,05 / 100,00   |
|                         | Partido pelos Animais e pela Natureza | 118    | 1,94 / 100,00   |
|                         | PCTP/MRPP                             | 115    | 1,89 / 100,00   |
|                         | Outros                                | 210    | 3,45 / 100,00   |
| Votos Inválidos         | Votos Inválidos                       | 391    | 6,42 / 100,00   |
| Total                   | Total                                 | 6 089  | 100,00 / 100,00 |
| Eleitorado/Participação | Eleitorado/Participação               | 15 988 | 38,08 / 100,00  |

#### Ramada e Caneças
| Partido                 | Partido                               | Votos  | %               |
| ----------------------- | ------------------------------------- | ------ | --------------- |
|                         | Partido Socialista                    | 3 075  | 30,81 / 100,00  |
|                         | Aliança Portugal                      | 2 033  | 20,37 / 100,00  |
|                         | Coligação Democrática Unitária        | 1 684  | 16,87 / 100,00  |
|                         | Partido da Terra                      | 735    | 7,36 / 100,00   |
|                         | Bloco de Esquerda                     | 557    | 5,58 / 100,00   |
|                         | LIVRE                                 | 297    | 2,98 / 100,00   |
|                         | Partido pelos Animais e pela Natureza | 284    | 2,85 / 100,00   |
|                         | PCTP/MRPP                             | 238    | 2,38 / 100,00   |
|                         | Outros                                | 354    | 3,54 / 100,00   |
| Votos Inválidos         | Votos Inválidos                       | 723    | 7,25 / 100,00   |
| Total                   | Total                                 | 9 980  | 100,00 / 100,00 |
| Eleitorado/Participação | Eleitorado/Participação               | 26 672 | 37,42 / 100,00  |